# La storia (film)
Pour plus de détails, voir Fiche technique et Distribution.
La storia est un film dramatique ouest-germano-hispano-franco-italien réalisé par Luigi Comencini et sorti en 1986.
Il s'agit d'une adaptation par les scénaristes Suso Cecchi D'Amico et Cristina Comencini du roman La storia d'Elsa Morante paru en 1974.
Le film est sorti au cinéma dans une version de 135 minutes (2 h 15) et à la télévision dans une version longue de 240 minutes (4 h).

## Synopsis
Janvier 1941. Gunther, un jeune soldat du Reich ivre, erre dans Rome à la recherche d'une maison close. Il rencontre une femme, Ida Ramundo, enseignante de 37 ans, veuve Mancuso (juive du côté de sa mère) et mère d'un turbulent garçon de 15 ans, Antonio Mancuso, surnommé Nino.
Pris d'une crise de panique qui transforme son mal du pays en rage, le soldat viole la femme, qui tombera enceinte et aura un fils, Giuseppe, rebaptisé « Useppe » par son frère. De Gunther, qui périt peu après à bord du convoi aérien transportant des troupes allemandes en Afrique, la femme n'a plus de nouvelles. La méfiance d'Ida envers le soldat allemand est justifiée par son histoire familiale : Ida — que son père, amateur d'opéra, aurait aimé appeler Aïda, en hommage à la protagoniste de l'opéra éponyme de Giuseppe Verdi — est née à Cosenza 37 ans plus tôt, fille unique de deux instituteurs, Giuseppe Ramundo, paysan et anarchiste, secrètement alcoolique, et Eleonora Almagià, dite « Noruzza », juive. La mère d'Ida, cependant, a toujours caché ses origines bien avant les lois raciales, ne les confiant qu'à son mari et à sa fille, et a exigé qu'Ida soit baptisée dans l'Église catholique précisément pour la protéger de tout soupçon éventuel.
Enfant, Ida était timide et appliquée dans ses études — au point de devenir institutrice comme ses parents — mais souffrait d'une mystérieuse maladie appelée hystérie. Ce secret, comme les origines juives de sa mère et les opinions politiques de son père, était jalousement gardé par la famille. À la fin de la Première Guerre mondiale, Ida rencontre un marchand ambulant d'origine sicilienne, Alfio Mancuso, avec qui elle se marie et part vivre à Rome. Peu après, à l'aube de la dictature, son père, Giuseppe Ramundo, meurt, miné par l'abus d'alcool et profondément découragé par l'effondrement de ses anciennes idées de jeunesse. Quelques années plus tard, Alfio Mancuso, un ancien combattant de la guerre d'Éthiopie, et Noruzza Almagià, alors âgée et plus lucide, qui avait vécu le début de la campagne contre les Juifs avec une terreur croissante, meurent également non loin l'un de l'autre.
Ida et ses enfants vivent dans une maison à San Lorenzo, Via dei Volsci. Nino est un garçon exubérant, amoureux de la vie : fasciste fervent, il n'a pas envie d'étudier, a un langage grossier et un comportement effronté. Il ne se rend compte de la grossesse de sa mère qu'à la naissance de son petit frère, mais dès la première fois qu'il le voit, une relation d'amour fraternel s'établit entre eux, bien que discontinue en raison de l'errance constante de Nino.
En juillet 1943, Nino parvient à se faire accepter dans un bataillon de chemises noires en partance pour le Nord. Quelques jours plus tard, un important bombardement détruit la maison d'Ida à San Lorenzo, tuant Blitz, le chien de Nino, et laissant Ida et Useppe sans abri. Ils trouvent un logement dans une grande pièce de Pietralata, destinée à servir de refuge aux évacués, partagée avec un vieux marbrier communiste, Giuseppe Cucchiarelli, et une famille mi-napolitaine, mi-romaine, si nombreuse qu'elle est surnommée la famille des Mille.
Un jour, l'autoproclamé Carlo Vivaldi arrive dans la chambre de Pietralata, se présentant comme un étudiant de Bologne, vraisemblablement un déserteur. Peu amical et grossier, il fait preuve d'une timidité extrême, accompagnée d'une nature forcenée et tourmentée, qui trouve son exutoire dans des cauchemars inquiétants. Dans les mêmes jours, Ida et Useppe assistent par hasard, à la gare Tiburtina, au départ d'un convoi ferroviaire emmenant les Juifs du ghetto de Rome, arrêtés lors de la rafle du 16 octobre 1943, vers Auschwitz. À cette occasion, Ida assiste au désespoir d'une mère de famille, une certaine Costanza Calò, qui a échappé à l'arrestation, et qui se précipite à la gare pour demander et obtenir l'autorisation de monter dans le train avec son mari et ses cinq enfants, avec lesquels elle sera assassinée dans les chambres à gaz à son arrivée à Auschwitz.
Peu après, de façon inattendue, Nino réapparaît, non plus en chemise noire mais en partisan communiste. Son surnom de partisan est Assodicuori, et il a amené avec lui un de ses camarades de guérilla, Oreste Aloisi, dit « Quattropunte ». L'arrivée du duo met Giuseppe Secondo dans un état d'excitation idéologique, au point que, bien que vieux et meurtri, il décide de rejoindre la compagnie de partisans de Nino, sous le nom de partisan de Mosca. Nino parvient également à faire parler Carlo pendant le dîner, découvrant qu'il est un dissident politique, arrêté par les SS, torturé et échappé miraculeusement à la déportation. Quelque temps plus tard, Carlo aussi, ayant appris le meurtre de toute sa famille, rejoint la Libera en prenant le nom de Piotr et en révélant sa véritable identité : en réalité, il ne s'appelle pas Carlo Vivaldi, mais Davide Segre, un juif.

## Fiche technique
- Titre original italien, allemand et français : La storia[1],[2]
- Titre espagnol : La historia
- Réalisateur : Luigi Comencini
- Scénario : Suso Cecchi D'Amico et Cristina Comencini d'après le roman La storia d'Elsa Morante paru en 1974.
- Photographie : Franco Di Giacomo, Franco Bellomo
- Montage : Elvira Tonini
- Musique : Fiorenzo Carpi
- Effets spéciaux : Luciano Anzellotti
- Décors : Paola Comencini, Luca Gobbi (it), Chantal Laurent
- Costumes : Carolina Ferrara, Paola Marchesin (it)
- Production : Massimo Ferrero, Paolo Infascelli
- Société de production : Rai 2, Antenne 2, Televisión Española (TVE), Ypsilon Cinematografica, Maran Film
- Pays de production :  Italie,  France,  Allemagne de l'Ouest,  Espagne
- Langue originale : italien
- Format : Couleurs - 1,33:1 - Son mono - 35 mm
- Durée : 
  - Version cinéma : 135 minutes (2 h 15)
  - Version télévisée : 240 minutes (4 h)
- Genre : Drame de guerre
- Dates de sortie :
  - Italie : 6 novembre 1986
  - France : 18 mars 1987 (version cinéma) ; 4 août 1989 (version télévisée)
  - Belgique : 11 novembre 1988 (version télévisée)
  - Allemagne de l'Ouest : 8 janvier 1989

## Distribution
- Claudia Cardinale : Ida Ramundo
- Francisco Rabal : Remo
- Andrea Spada : Useppe
- Antonio Degli Schiavi : Nino
- Fiorenzo Fiorentini : Cucchiarelli
- Tobias Hoesl : Günther
- Lambert Wilson : Carlo/Davide
- Caroline Lang : Anita
- Anna Recchimuzzi : Mercedes
- Maria Teresa Albani : Wilma
- Silvana De Santis : Santina
- Raffaele Di Mario